# Viva (filme)
Viva é um filme do gênero drama, situado em Cuba, dirigida por Paddy Breathnach. O filme foi escolhido como entrada de melhor filme estrangeiro para os Premios Óscar 88a, pela lista restrita de dezembro de nove filmes, mas ele não foi nomeado. Escrito por Mark O'Halloran.

## Recepção
Do Diário O País, Javier Ocaña destacou que «Graças a essa urgência da câmara, à subtil visualização do sexo, e ao grande trabalho interpretativo, o filme, em quase todos os momentos, revela uma marca de sensibilidade afastada da doçura». Em The Guardian, Caspar Llewellyn Smith escreveu «Paddy Breathnach... recorre a um conjunto de interpretações memoráveis extraindo assim ago vivo e frequentemente, fresco, desde seu conto de redenção».